# Minnaertresonantie

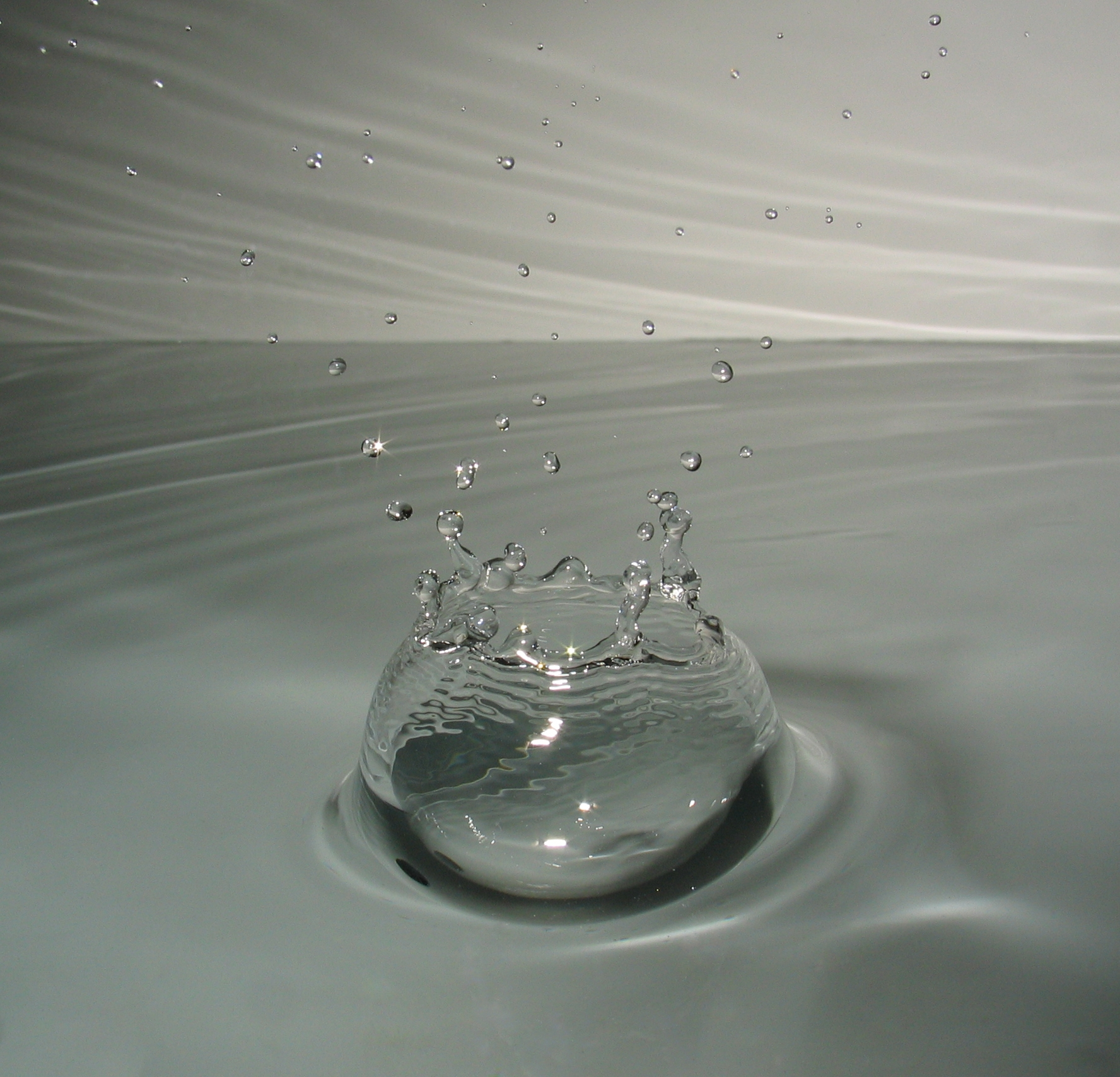
Een vallende druppel treft een water-oppervlak, 2006. In de trillende luchtbel van meegesleepte lucht onder water - hier niet zichtbaar - ontstaat het geluid van de Minnaertresonantie.(De koepel van water met ribbels en wegspattende druppeltjeskrans is een ander effect.)

Minnaertresonantie is de trilling van een luchtbelletje in water bij een karakteristieke geluidsfrequentie, als de oppervlaktespanning en de demping door de viscositeit van het water worden verwaarloosd. Als een waterdruppel in water valt, ontstaat een luchtbel van de meegesleepte lucht in het water. Een trilling van die luchtbel geeft het vertrouwde heldere geluid, nog voor de luchtbel in het water barst. Marcel Minnaert beschreef dit verschijnsel ook in Natuurkunde van 't vrije veld deel 2 (1939).

## Geluid van een luchtbelletje
In het Engelse artikel gaf Minnaert voor de frequentie waarbij de luchtbel hoorbaar trilt de formule
{\displaystyle (1)\quad f={\cfrac {1}{2\pi r}}\left({\cfrac {3\gamma ~p_{O}}{\rho }}\right)^{1/2}}
met {\displaystyle f} de frequentie in trillingen per seconde (eenheden 1/s of Hz), {\displaystyle r} de straal van de bel, {\displaystyle \gamma } de exponent {\textstyle c_{p}/c_{v}} van de polytroop, {\displaystyle p_{O}} de luchtdruk van de omgeving, en {\displaystyle \rho } de soortelijke dichtheid van het water.
De frequentie waarbij een kleine luchtbel verend kleiner en groter wordt en geluid maakt, wordt in Natuurkunde van 't vrije veld eenvoudiger gegeven als
{\displaystyle (2)\quad f={\cfrac {328}{r_{cm}}}}
met {\displaystyle r_{cm}} de straal van het luchtbelletje in centimeters. Als meer lucht wordt meegesleept door de vallende druppel kunnen de wanden van de luchtbel onder water als vast worden opgevat. Dan werkt de bel als een orgelpijp of gesloten bolresonator en wordt de frequentie van het geluid van de orde van
{\displaystyle (3)\quad f={\cfrac {10000}{r_{cm}}}}

## Geluid van een wolk luchtbelletjes
De vergelijking (1) werkt ook voor de resonantiefrequentie van luchtbellen in een wolk belletjes onder water, met {\displaystyle r} de straal van de wolk en {\displaystyle \rho } het verschil in dichtheid tussen het water en de wolk. Voor een bel in water bij normale druk {\textstyle (p_{0}=100\,{\rm {kPa}},~\rho _{L}=1000~{\rm {kg/m^{3}}})} wordt de resonantiefrequentie {\textstyle f\approx 3,26\,/s.} Minnaert ging eerst uit van een ideaal gas, maar door de samendrukbaarheid van een echt gas te gebruiken kan de formule worden uitgebreid met de compressiemodulus van het gas {\textstyle K=\rho _{g}c_{g}^{2}}:
{\displaystyle (4)\quad f={\cfrac {1}{2\pi r}}\left({\cfrac {3K}{\rho }}\right)^{1/2}={\cfrac {c_{g}}{2\pi r}}\left({\cfrac {3\rho _{g}}{\rho }}\right)^{1/2}}
met {\displaystyle \rho _{g}} de dichtheid van de lucht in de bel en {\displaystyle c_{g}} de geluidssnelheid in de lucht van de bel.